# Lapáthegy
Lapáthegy (horvátul: Lopatinec) falu Horvátországban, Muraköz megyében. Közigazgatásilag Víziszentgyörgy község része.

## Fekvése
Csáktornyától 7 km-re északnyugatra a Muraközi-dombság területén fekszik.

## Története
A települést 1478-ban "Lopachicz" alakban említik először. A csáktornyai uradalomhoz tartozott. 1477-ben Hunyadi Mátyás Ernuszt János budai nagykereskedőnek és bankárnak adományozta, aki megkapta a horvát báni címet is. 1540-ben a csáktornyai Ernusztok kihalása után az uradalom rövid ideig a Keglevich családé. A csáktornyai uradalom részeként területe 1546-ban I. Ferdinánd király adományából a Zrínyieké lett. 
Miután Zrínyi Pétert 1671-ben felségárulás vádjával halálra ítélték és kivégezték minden birtokát elkobozták, így a birtok a kincstáré lett. III. Károly a Muraközzel együtt 1719-ben szolgálatai jutalmául elajándékozta Althan Mihály János cseh nemesnek. 1791-ben gróf Festetics György vásárolta meg és ezután 132 évig a tolnai Festeticsek birtoka volt.
Vályi András szerint " LOPOTINECZ. Horvát falu Szala Várm. földes Ura G. Álthán Uraság, lakosai katolikusok."
1920 előtt Zala vármegye Csáktornyai járásához tartozott. 1941 és 1944 között ismét Magyarországhoz tartozott. 2001-ben 947 lakosa volt.

## Nevezetességei
- Itt áll Szent György tiszteletére szentelt plébániatemplom,[4] melyről Víziszentgyörgy község a nevét kapta. 1756 és 1768 között épült. 2007-ben megújították. Maga a plébánia ennél sokkal régebbi. Az első hiteles írásos említés György lapáthegyi pap feljegyzése 1501-ből ismert. A plébániát ezután Zrínyi Miklósnak a szigetvári hősnek 1563-ban kelt adománylevele is megemlíti. 1650-től a latin nyelvű okiratokban a "S. Georgii supra chakturnia in Aquis" azaz a Csáktornya felett levő Viziszentgyörgy néven szerepel. A régi templomot 1756-ban bontották le és akkor építették fel a mai templomot. A templom barokk berendezéséből kiemelkedik a J. Holzinger festményével diszített főoltár és az 1779 körül készített szobrokkal ékesített szószék.
- A plébánia 18. századi épülete Zrínyi Miklós 1563-as ajándékát őrzi.
- A Páduai Szent Antal-oszlopot a lapáthegyi Juraj Vitković emeltette 1736-ben.